# Contea di Garfield (Washington)
La contea di Garfield (in inglese Garfield County) è una contea dello Stato di Washington, negli Stati Uniti. La popolazione al censimento del 2000 era di 2 397 abitanti. Il capoluogo di contea è Pomeroy.

## Geografia
La contea si trova nel sud-est dello Stato, al confine con l'Oregon. Al 2020, era la contea meno abitata dello Stato. La contea si colloca nella regione Palouse. Il confine nord-est è dato dal fiume Snake e il suo canyon. Al sud invece si estendono le Blue Mountains. Parte del territorio è occupato dalla foresta nazionale di Umatilla.

### Contee confinanti
- Contea di Whitman - nord
- Contea di Asotin - est
- Contea di Wallowa (Oregon) - sud
- Contea di Columbia - ovest

## Storia
La contea fu creata dalla contea di Columbia nel 1881. Fu chiamata così in onore del presidente James Garfield, morto in quell'anno. Prima dell'arrivo dei coloni, l'area era abitata dai nimíipuu.

## Comuni
L'unica city incorporata, e anche capoluogo di contea, è Pomeroy.